# بوونوترا
بوونوترا (به لاتین: Bevonotra) یک منطقهٔ مسکونی در ماداگاسکار است که در سامباوا واقع شده‌است. بوونوترا ۱۶٬۰۰۰ نفر جمعیت دارد و ۳۵۱ متر بالاتر از سطح دریا واقع شده‌است.